# Chrysopogon papuensis
Chrysopogon papuensis är en tvåvingeart som beskrevs av Clements 1985. Chrysopogon papuensis ingår i släktet Chrysopogon och familjen rovflugor. Inga underarter finns listade i Catalogue of Life.